# 銓敘部監理司
銓敘部監理司，為中華民國銓敘部業務單位，負責公教人員保險（公保）、公務人員退休撫卹基金（退撫基金）及公務人員個人專戶制退撫儲金（退撫儲金）相關監理業務。

## 歷史
1943年，國民政府建立公務人員退休撫卹制度，為「恩給制」由政府負擔退撫經費。1995年5月1日，成立「公務人員退休撫卹基金管理委員會」（退撫基金管委會；今公務人員退休撫卹基金管理局）與「公務人員退休撫卹基金監理委員會」（退撫基金監理會；今銓敘部監理司），同年7月1日《公務人員退休撫卹基金管理條例》施行，公務人員退休撫卹制度改為「共同提撥制」，由政府與公務人員共同繳費建立公務人員退休撫卹基金。
2023年1月，立法院三讀通過《公務人員個人專戶制退休資遣撫卹法》、《公教人員保險法》修正案。4月11月，立法院三讀通過《考試院組織法》修正草案、《銓敘部組織法》修正草案、《公務人員退休撫卹基金管理局組織法》草案。4月28日，因應公務人員保險與退休相關新制上路成立「監理司」。7月1日《公務人員個人專戶制退休資遣撫卹法》、《公教人員保險法》與《公務人員退休撫卹基金管理條例》新制施行，公務人員退休撫卹基金監理委員會降編併入銓敘部、部分業務改由監理司負責。

## 組織
- 司長
  - 副司長
    - 專門委員

- 第一科：綜合規劃
- 第二科：公務人員保險業務
- 第三科：公務人員退撫基金業務
- 第四科：公務人員退撫儲金業務

## 外部連結
- 銓敘部監理司 （页面存档备份，存于）